# Émile Pladner
Vous lisez un « article de qualité » labellisé en 2022.
Émile Pladner est un boxeur français né le 2 septembre 1906 à Clermont-Ferrand et mort le 15 mars 1980 à Auch.
Surnommé Milou, l’Auvergnat grandit à la ferme et connaît un retard de développement physique à cause d'une déviation de la cloison nasale dont il se fait opérer à l'adolescence. Sportif, il commence la boxe anglaise après une bagarre dans un café de la place de Jaude. Pladner s'illustre dans les rangs amateurs sous les couleurs de l'AS montferrandaise et la direction de Marc Gilbert en remportant les premiers championnats d’Europe de boxe anglaise dans la catégorie des poids mouches en 1925.
Convaincu par Louis de Ponthieu de passer professionnel, Pladner étudie soigneusement la méthode de l’ancien champion d'Europe. Il connaît une rapide ascension, gagnant les titres de champion de France, d'Europe et affrontant les meilleurs boxeurs de sa catégorie avant d'avoir 23 ans. Prétendant au titre mondial, il domine le champion du monde Izzy Schwartz dans un combat sans ceinture en jeu avant de devenir le cinquième champion du monde français de boxe anglaise en mettant Frankie Genaro hors combat en 58 secondes le 2 mars 1929 au Vélodrome d'Hiver.
Dans les semaines après son triomphe, le Clermontois perd son titre mondial dans une revanche controversée face à Genaro puis les autres contre son compatriote Eugène Huat. Vedette déchue, il conserve une grande popularité et entame une nouvelle carrière dans la catégorie des poids coqs. Champion de France en 1931, il réalise des tournées internationales, en Amérique du Nord pour obtenir sa chance au titre mondial puis en Asie, pour promouvoir la boxe anglaise. Sa licence, d'abord retirée pour des problèmes oculaires, lui est donnée à nouveau sur son insistance. Titré en France à quatre nouvelles reprises, il échoue pour le titre européen face à Maurice Dubois.
Après plus de cent trente combats professionnels, Émile Pladner est contraint à la retraite sportive en 1936 par un décollement de rétine. Propriétaire d'un bistrot, d'une salle de culture physique, jeune manager, il perd totalement la vue en juin 1937. Les multiples opérations ne lui permettent pas de revoir la lumière. L'Association Valentin Haüy au service des aveugles et des malvoyants lui permet de se reconvertir comme masseur-kinésithérapeute dans le monde du sport.

## Biographie

### Jeunesse
Émile Auguste Pladner naît le 2 septembre 1906 à Clermont-Ferrand dans un modeste appartement de la rue de la Tour-d’Auvergne. Le nouveau-né pèse moins de deux kilogrammes et est si maigre et menu que ses parents sont persuadés que son espérance de vie est faible. Orphelin de père à l'âge de deux ans, le rachitique enfant est envoyé dans une ferme de la région, à Saint-Georges-de-Mons, dans les Combrailles. Pendant neuf ans, Émile grandit au grand air, aidant aux travaux des champs. Sa mère, qui élève seule ses trois enfants, ouvre une parfumerie,. Inquiète pour le développement de son fils, qui ne pèse que 26 kg à treize ans, elle le fait ausculter par un médecin qui diagnostique une déviation de la cloison du nez à l'origine de son retard de croissance, celle-ci le contraignait à respirer par la bouche,. Opéré par un chirurgien, le jeune garçon en sort grandi et prend de l'assurance. Sa mère souhaite qu'Émile devienne sculpteur et le place dans une école à Clermont-Ferrand où il reste trente mois,,. Alors qu'il se cherche, tantôt à apprendre la sténo-dactylo tantôt à réparer des machines à coudre, Pladner commence le sport par la gymnastique à l'Indépendante de Clermont et se bat souvent avec des élèves plus âgés qui profitent de sa petite taille,.
Après s'être essayé au rugby à XV au poste de demi de mêlée, il entre à l'AS montferrandaise où il se consacre principalement à la natation et au cyclisme. À dix-sept ans, lors d'une partie de billard, il se bat avec un jeune homme nommé Védrines dans un café de la place de Jaude,. Lorsqu'il apprend que ce dernier a atteint la finale du championnat de boxe d'Auvergne la semaine suivante, Pladner, qui pensait déjà à s'entraîner à la boxe anglaise auparavant, demande au professeur Marc Gilbert de lui donner ses premières leçons,,. Se rêvant sportif, il vend ses outils de sculpture pour acheter son premier équipement de boxeur et s'entraîne secrètement. Le jeune garçon multiplie les excuses pour justifier ses blessures de combattant. Sa mère découvre le pot aux roses lorsque la mère d'un adversaire amateur vaincu lui raconte la performance d'Émile. Pour son premier combat, le 15 décembre 1923, celui qui est largement désigné par l'hypocoristique Milou, pèse à peine 46 kg. Tout juste embauché dans une société au service des manomètres, ses horaires sont aménagés afin qu'il puisse s'entraîner.
Après seulement deux années de pratique de boxe anglaise, Pladner est sacré champion d'Auvergne et du Centre dans la catégorie poids mouches. L'année suivante, il est vaincu en finale du championnat de France amateur par Camille Belhouze,. La Fédération française de boxe ne compte envoyer aucun représentant aux championnats d'Europe de boxe amateur 1925 mais l'AS montferrandaise, grâce au soutien de Marcel Michelin, finance le voyage de ses espoirs Pladner et Roche. Alors que son compatriote est éliminé en quart de finale, Emile Pladner bat le Suédois Jansson en quart de finale, l'Allemand Schulze en demi-finale avant de remporter le titre de champion d'Europe face à l'Anglais Billy James à Stockholm en mai 1925. Après ce succès, il rejoint à Casablanca sa sœur Hélène et son mari, propriétaires d'un garage et d'un café, pour quelques jours de vacances.

### Carrière de boxeur professionnel

#### Ascension fulgurante (1926-1929)

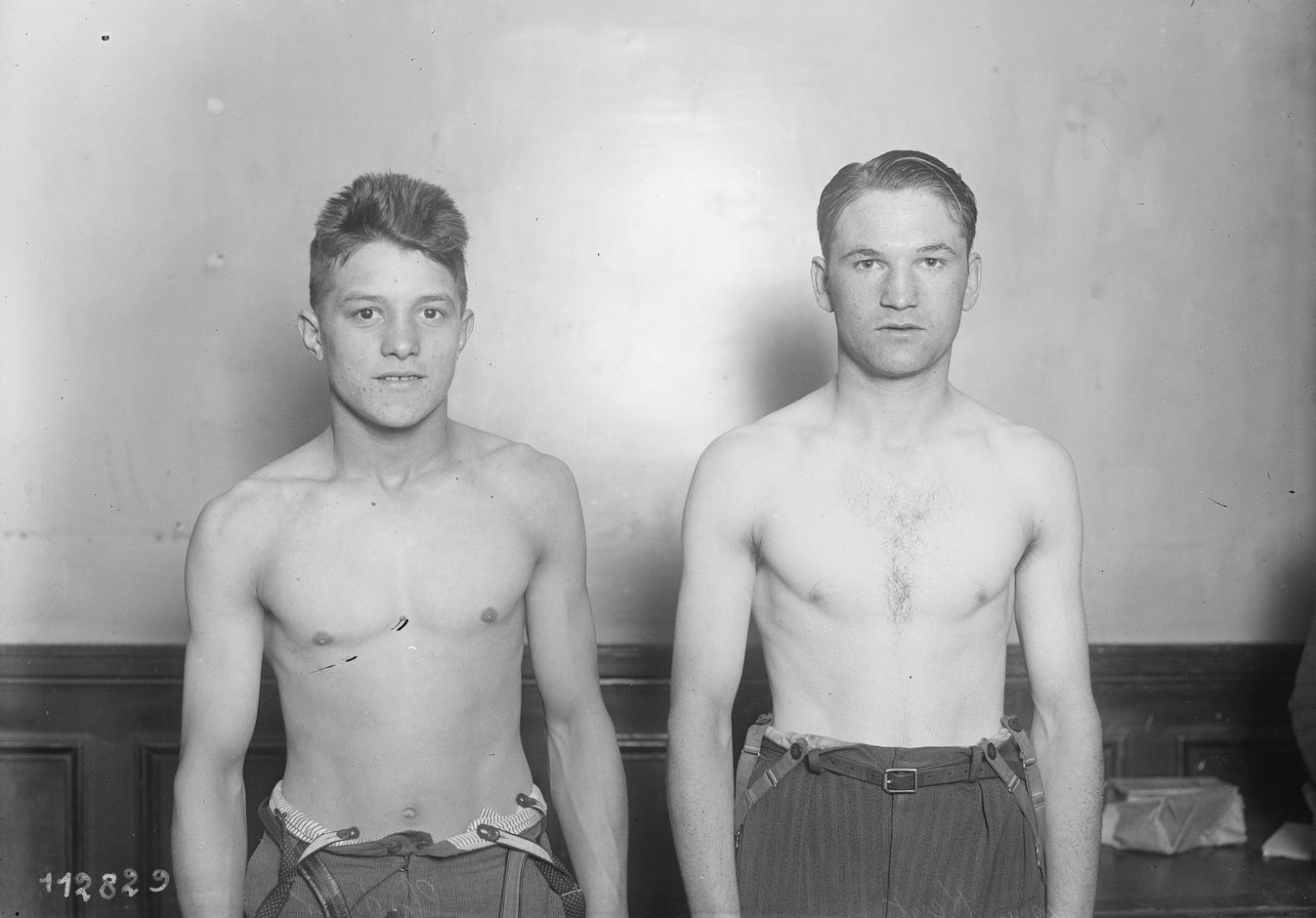
Émile Pladner (à gauche) à côté du Britannique George Kent lors de la pesée de son premier combat professionnel à Paris en 1926.

Au Maroc, le beau-frère d'Émile Pladner lui présente l'ancien champion d'Europe de boxe Louis de Ponthieu qui accepte de l’entraîner. Sur les conseils de son nouvel entraîneur et manager, Milou entame sa carrière professionnelle à Casablanca le 19 janvier 1926 contre le boxeur régional Boriello qu'il bat de loin. Après avoir confirmé contre Privat, le Clermontois est opposé au Marseillais François Moracchini, champion de France en titre des poids mouches, au Maroc. En le dominant grâce à des directs au visage, le jeune Pladner s'illustre et se fait un nom.
Boxeur invaincu, fort de son titre européen amateur et de sa victoire sur le champion de France, l’Auvergnat a une bonne réputation lorsqu’il fait ses débuts parisiens. Présenté par certains journaux, à tort, comme champion olympique,, Émile Pladner s'impose assez facilement face au Britannique George Kent, venu remplacer en dernière minute son compatriote Kid Socks après sa défection,,. En novembre, après avoir enthousiasmé le public contre Raymond Trèves,, il sort triomphant de la grande soirée de boxe franco-allemande organisée au Cirque de Paris. Encouragé par les applaudissements de Jules Rimet, Pladner harcèle habilement son adversaire au corps à corps jusqu'à forcer le coin allemand à jeter l'éponge dans le sixième round,. Ses premières prestations parisiennes en font la révélation de l'hiver 1926.

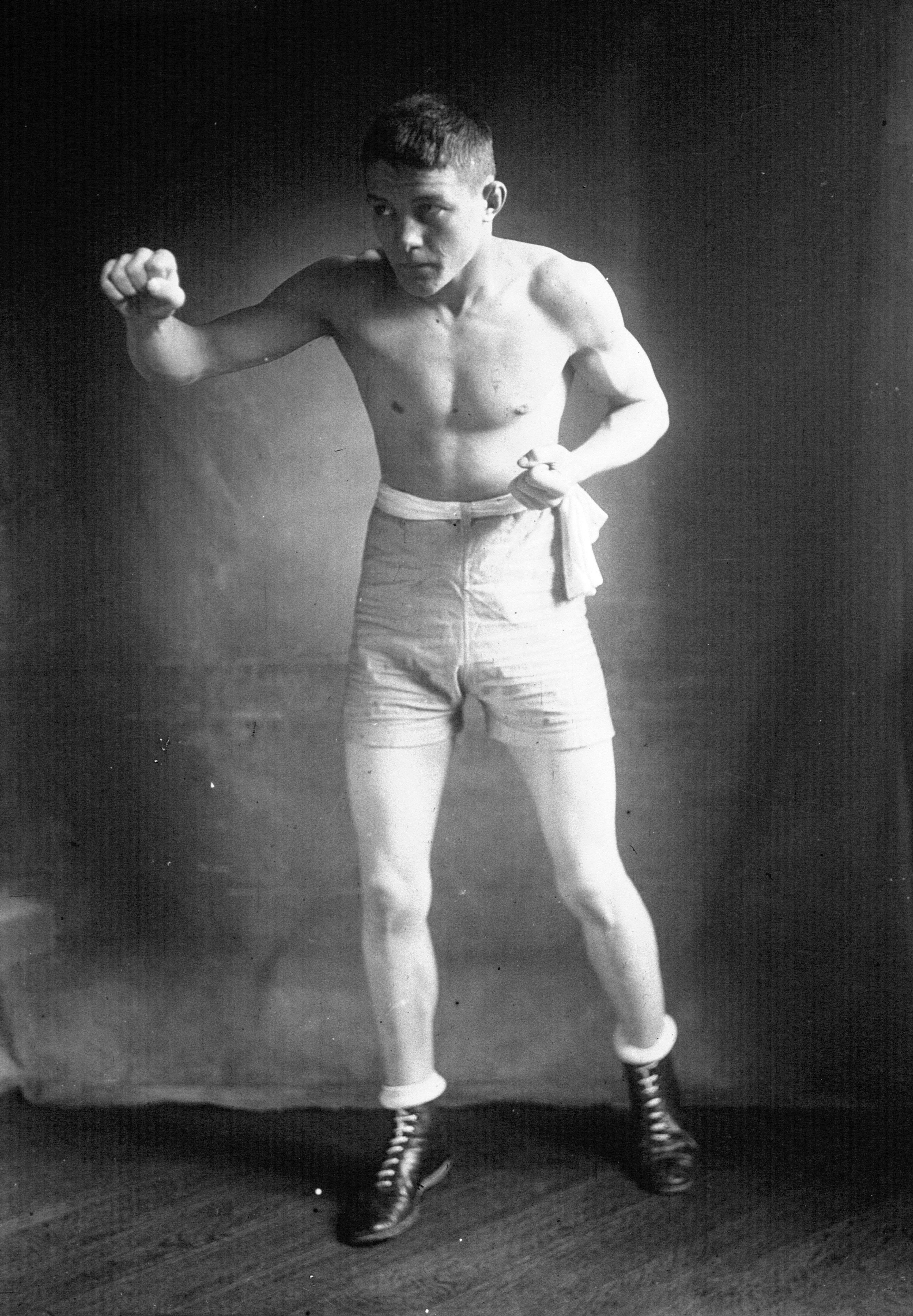
Photographie de presse de Pladner en garde en 1927.

Le 4 janvier 1927, le challenger désigné de François Moracchini pour le titre de champion de France des poids mouches se voit sacré par la Fédération française de boxe après le forfait de son adversaire, malade. Au lendemain de ce titre gagné sur tapis vert, Pladner s'impose avec la manière en trois reprises face au Britannique Billy Clark,. Trois semaines plus tard, le Clermontois décroche un match nul à Londres face à l'un des meilleurs boxeurs anglais de la catégorie, Kid Socks. Toujours invaincu, Émile Pladner démontre à nouveau sa supériorité face à Moracchini le 11 février dans la capitale pour confirmer son statut de champion de France,,.
Le promoteur américain Jeff Dickson le repère et lui organise des combats face à des boxeurs internationaux de bonne réputation. L'entrepreneur, qui prend du galon en France, surnomme le boxeur auvergnat « Spider » sur ses affiches. Lors de réunions mensuelles au Cirque de Paris, Pladner affronte Michel Montreuil, Alf Barber, Kid Rich et Nicolas Petit-Biquet pour autant de victoires face à des adversaires reconnus. Pour sa rentrée après les vacances estivales, Dickson l'oppose à Frankie Ash en septembre 1927, un boxeur britannique expérimenté qui a déjà disputé un combat pour le titre mondial. Devant le maire de New York Jimmy Walker, le Français confirme sa réputation et est déclaré vainqueur aux points.
Imitant le parcours de son manager, autrefois vainqueur en Angleterre, Émile Pladner affronte Johnny Hill à Londres. Bien qu’il ait envoyé son adversaire au tapis pour sept secondes, il subit la première défaite de sa carrière, les juges anglais favorisant le style du Britannique dans les dernières reprises,,. De Ponthieu et son poulain s'obstinent, mais la revanche en mars 1928 aboutit au même résultat, l'Écossais est envoyé au tapis avant d'être déclaré une nouvelle fois vainqueur aux points. À la recherche d'un champion pour prendre la succession de Georges Carpentier, les journalistes français le considèrent, malgré ses défaites, comme le champion d'Europe. Ses victoires sur les meilleurs boxeurs italiens, le champion Giovanni Sili, et son prétendant Enzo Cecchi, et l’Anglais Johnny Croxon au cours du mois d'avril renforcent leur opinion. En mai, Pladner met knockout Josié dans le douzième et dernier round pour remporter le championnat d'Europe à la salle Wagram,.
Le 1er décembre 1928, Émile Pladner affronte Izzy Schwartz, le champion du monde poids mouches, au Vélodrome d'Hiver. Même si la ceinture mondiale n'est pas en jeu, l'affluence est nombreuse et sélecte pour cette grande soirée de boxe. Avec un style sobre et efficace, le boxeur français prend peu à peu l'avantage sur le champion du monde pour obtenir une victoire aux points après la fin des douze reprises,. Après le combat, l'Américain déclare : « Je ne discute pas la décision. Pladner a gagné, c'est mérité. C'est d'ailleurs un boxeur de premier ordre ».
En février 1929, Émile Pladner prend sa revanche contre Johnny Hill en le mettant hors combat au sixième round sur un ring parisien,. Après ce succès, Jeff Dickson annonce que son populaire protégé combattra le champion du monde de la catégorie le mois suivant.

#### Glorieux champion du monde (1929)
Le 2 mars 1929, des milliers d'Auvergnats de Paris se réunissent au Vélodrome d'Hiver pour soutenir leur jeune champion face à l'Américain Frankie Genaro lors d'un combat pour le titre de champion du monde poids mouches. Émile Pladner doit perdre un kilo pour faire le poids, un effort qui fait peur aux supporteurs français.
Dès le coup de gong, Genaro bondit sur le Français et lance des swings du gauche en direction de son visage. Après avoir bloqué l'Américain, Pladner se lance à son tour à l'offensive mais est contré par un direct du gauche en pleine face,. Frankie Genaro continue son pressing, allant jusqu'au corps à corps avec l'Auvergnat. Rompant le contact, Pladner porte deux crochets rapides au corps et envoie son adversaire au tapis. L'Américain étendu au sol, Milou demeure un moment interloqué, écoute l'arbitre égrener les secondes avant de sauter de joie à l'annonce de la première mise hors-combat de la carrière de Genaro. Émile Pladner a vaincu en 58 secondes et devient le cinquième champion du monde français de boxe anglaise.
Ce succès, l'une des victoires mondiales les plus rapides de tous les temps, vaut au boxeur d'être félicité par le sous-secrétaire à l'Éducation physique Henry Paté. Le combat est considéré comme le combat surprise de l'année 1929 par Ring Magazine. La recette du Vélodrome d'Hiver atteint 1 020 410 Francs, un record pour une soirée organisée sur le sol français,. En Auvergne, la nouvelle, relayée dans la soirée par la rédaction de La Montagne dans les principaux cafés et cinémas de Clermont-Ferrand, déchaîne enthousiasme et fierté.
Le juge américain estime que le crochet décisif du vainqueur était trop bas et réclame une faute, alors que les juges français et espagnol le jugent correct. Arguant le coup bas, le boxeur vaincu demande une revanche immédiate. Le camp français, par la voix du promoteur Jeff Dickson, rejette cette proposition et évoque une rencontre contre Fidel LaBarba, avant de se dédire. Le promoteur a flairé la belle affaire et convainc Pladner de remettre les gants avec Genaro.
Le 18 avril 1929, la revanche débute comme le premier affrontement : Genaro presse le Français et touche avec ses crochets du gauche. Le style atypique de Genaro, qui saute en attaquant, pousse l'Auvergnat à la faute. À la limite avec les règles, l'Américain utilise toutes les ficelles, de la protestation à l'accrochage, des provocations aux coups de tête. Ces tactiques rendent Milou nerveux, d'autant qu'il est dépassé par la vitesse de son adversaire. Genaro, bien qu'averti à deux reprises pour ses irrégularités, propose une boxe efficace, utilisant une grande mobilité et un style agressif. Dans la cinquième reprise, Pladner passe à l'offensive et place un uppercut à l'estomac de l'Américain qui va au sol pour un compte de neuf secondes. Le champion du monde repart à l'attaque et d'un coup du gauche, touche beaucoup trop bas Frankie Genaro. L'Américain s'écroule au sol immédiatement, utilisant cette erreur et forçant les juges à valider la faute qui entraîne la disqualification du boxeur français,. Les hurlements de la foule, chauvine, n'y changeront rien, Émile Pladner perd sa ceinture mondiale quarante-sept jours après son triomphe.

#### Boxeur sans titre (1929-1931)

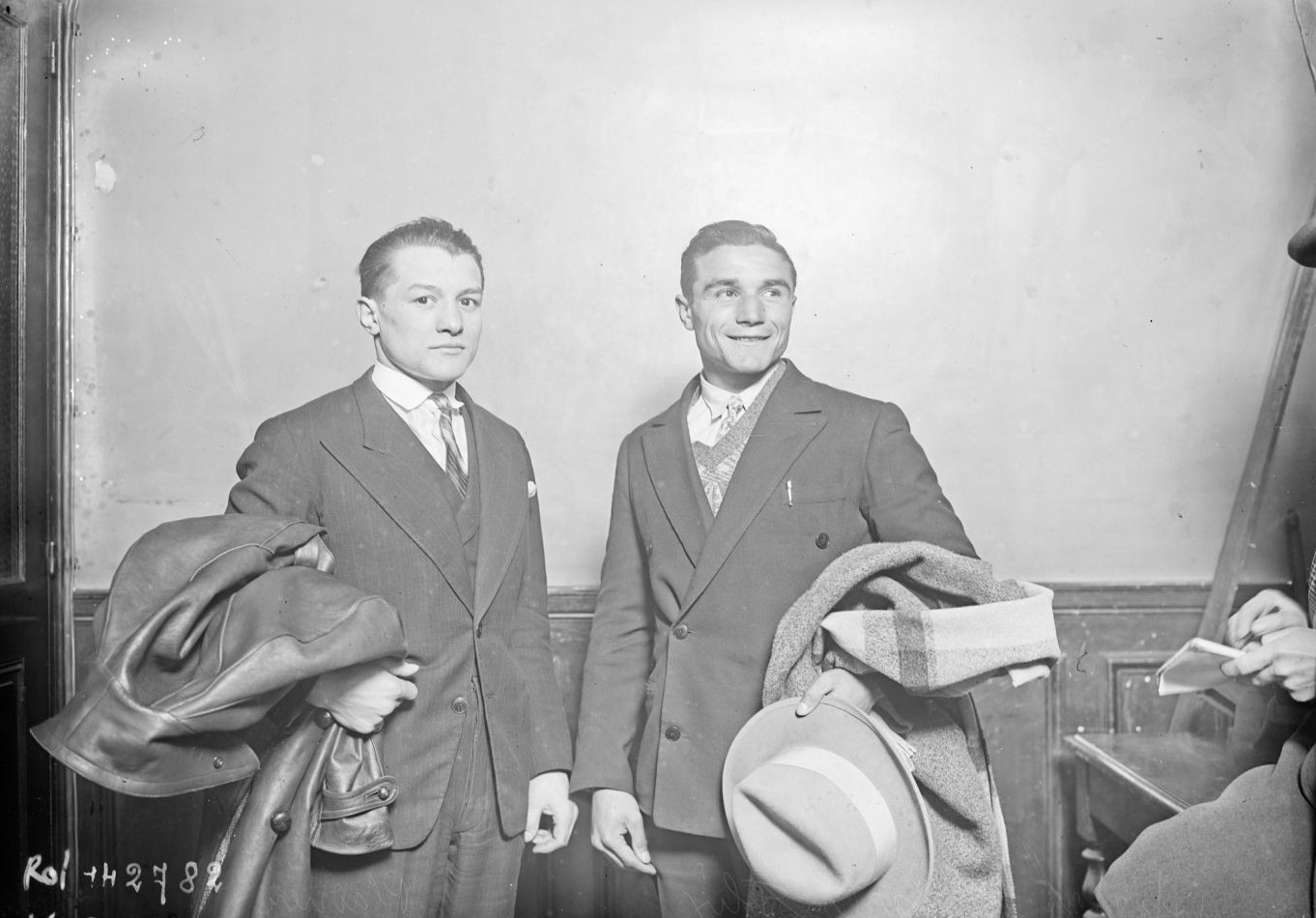
Émile Pladner (à gauche) et Carlos Flix après la pesée, la veille de leur combat au Cirque de Paris.

Après la perte de son titre mondial, sa performance contre Kid Francis confirme sa mauvaise forme, expliquée par sa difficulté à rester au poids qui l'oblige à se restreindre. Grande vedette des rings parisiens, idole des sportifs, Pladner défend ses titres français et européen des poids mouches le 20 juin 1929 contre Eugène Huat, jeune boxeur bien moins célèbre. Au Cirque de Paris, le champion est attendu par son challenger qui, patiemment, prépare des contre-attaques incisives. Les ripostes d'Huat sont efficaces et marquent le visage du champion. Pladner est touché à l’œil gauche dans la sixième reprise et sa blessure empire round après round. Dans la quinzième et dernière reprise, Milou fonce au corps à corps mais son adversaire arrive à garder la distance et le touche à la face, ensanglantée, jusqu'à l'arrêt de l'arbitre pour sauver le Montferrandais, groggy. Le boxeur vaincu attribue sa défaite aux efforts effectués pour être au poids de la catégorie et déclare qu'il ne boxera plus sous la limite des 50,349 kg mais dans la catégorie supérieure des poids coq.
Après trois mois de repos, physique et moral, Émile Pladner retrouve les rings en octobre contre Kid Socks. Pour ses débuts chez les poids coq, il bat l’Anglais aux points sans impressionner. Deux mois plus tard, il se montre dans une meilleure forme et domine le champion d'Espagne Carlos Flix grâce à son style précis et ardent,. Il enchaîne à Londres face au Britannique Teddy Baldock, attaque avec vivacité et un allant retrouvés avant de se faire disqualifier pour un coup bas.
Onze mois après avoir été dépossédé de ses titres par Eugène Huat, Milou Pladner retrouve son rival sur le ring dans un grand combat national des poids coqs au Vélodrome d'Hiver. Après une opposition de style de douze rounds, conclue par deux reprises nettement en faveur de son adversaire, l’Auvergnat s'incline et rate l’occasion d'affronter Al Brown pour le titre mondial.
Après avoir obtenu plusieurs sursis, l’ancien champion du monde de boxe effectue son service militaire au 46e régiment d'infanterie stationné dans la caserne de Reuilly à partir d'octobre 1930. Après deux mois sous l'uniforme, Pladner est réformé par sa hiérarchie, officiellement pour une otite,, ce qui ne l’empêche pas de battre l'Italien Magnolfi à la salle Bullier quelques jours plus tard,.
Vedette des réunions de boxe, il enchaîne les bons résultats au début de l'année 1931. Continuant de grimper dans les classements des poids coqs, Émile Pladner élimine les prétendants tricolores Antoine Ascensio et Julien Pannecoucke par knockout avant de devenir champion de France en battant François Biron fin mai, une victoire qu’il confirme lors de la revanche à la rentrée en septembre. Dans le même temps, le Clermontois effectue de nombreux combats internationaux pour faire ses preuves en sortant victorieux de ses affrontements contre le Britannique Benny Sharkey, l'Allemand Willi Metzner puis les Italiens Giovanni Sili et Alfredo Magnolfi. En novembre, il est modèle du jeune sculpteur Karl-Jean Longuet. Mais le principal affrontement de son année 1931 se déroule le 21 décembre face au champion du monde Young Perez dans un combat à poids libre,. Favorisé par un jeune adversaire trop confiant, en médiocre condition physique, l'Auvergnat s'illustre comme à ses grands jours et le domine nettement aux points,.

#### Tournées internationales (1932-1933)

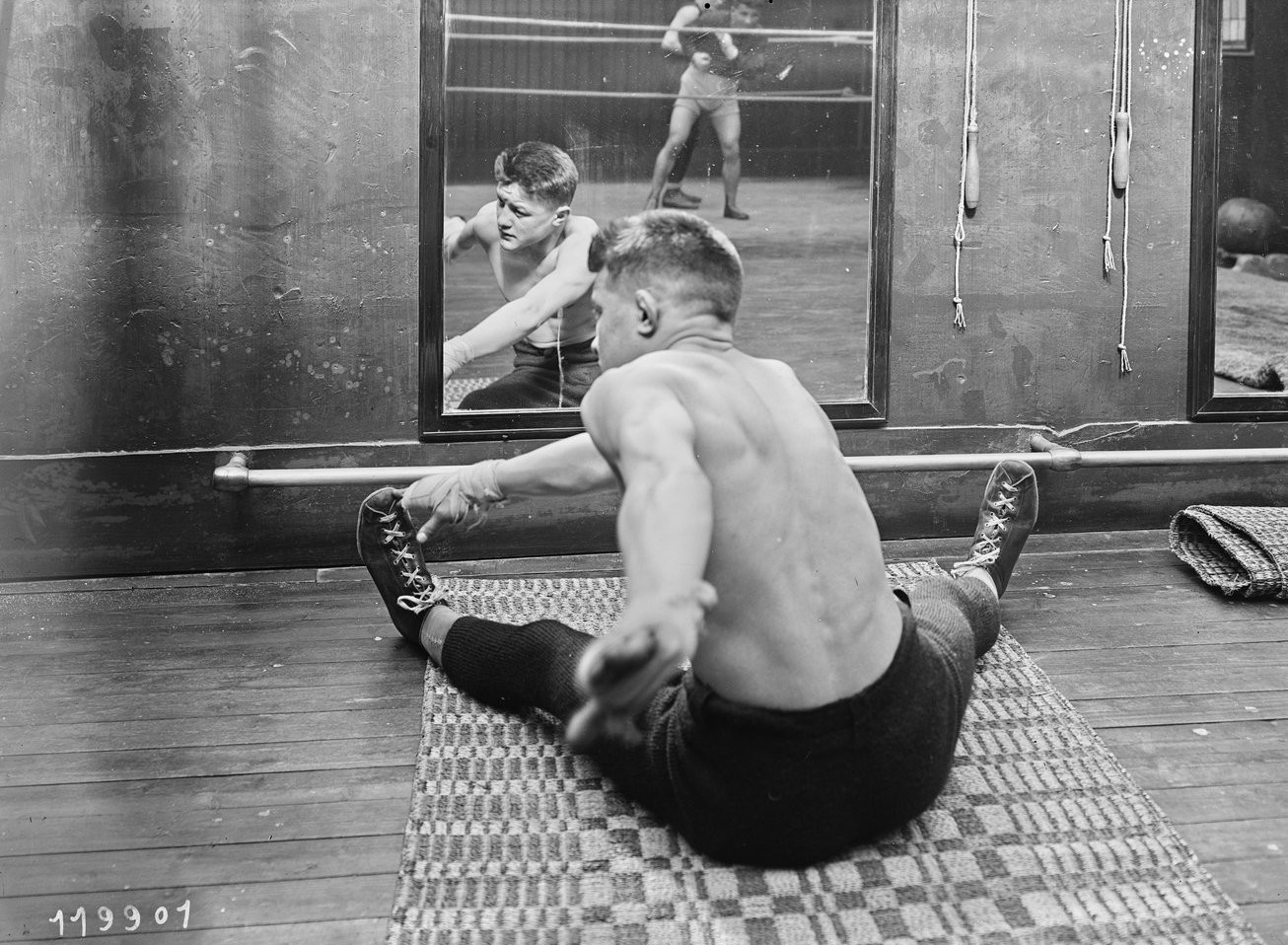
Pladner, ici à l’entraînement en 1927, profite de sa renommée internationale pour combattre à l'étranger.

Alors qu'il doit affronter une nouvelle fois son rival Eugène Huat, Émile Pladner quitte la France pour les États-Unis à la fin du mois de janvier 1932 à bord du paquebot Lafayette, accompagné de sa femme, de son manager de Ponthieu et du poids lourd Baly,. Le boxeur, qui souffre déjà de troubles de la vue, a reçu d'intéressantes propositions d'Amérique après son succès face à Young Perez. Quelques jours après être débarqué, le Français fait match nul au Madison Square Garden contre le Hongrois Antal Kocsis, l'un des meilleurs boxeurs poids coqs. Une semaine plus tard, il bat Joey Thomas chez lui à Pittsburgh alors qu’il n’est pas favori. Il enchaîne face à Georgie Ostrow, présenté comme le futur champion de la catégorie par les journaux bostoniens. Ses prestations impressionnent, Louis de Ponthieu éprouve des difficultés à lui trouver des combats et le clan français doit poursuivre sa tournée au Canada.
Soutenu par le promoteur Armand Vincent, ses premières sorties canadiennes marquent les esprits et personne ne se presse pour l'affronter. Engagé dans le tournoi international de poids coqs, il remporte la victoire aux points face au champion canadien Bobby Leitham au Forum de Montréal, l'envoyant au tapis pour la première fois de sa carrière. Il y enchaîne les victoires retentissantes contre Willie Davies et Leitham à nouveau, avant de faire match nul contre le boxeur norvégien Pete Sanstol, mais c'est sa victoire sur Newsboy Brown qui lui permet de prétendre à la ceinture de champion du monde des poids coqs détenue par Panama Al Brown.
L'affrontement pour le titre mondial se tient le 19 septembre 1932 à Toronto devant une maigre foule d'à peine 4 000 personnes. Le champion en titre a un net avantage en taille, le Français ne lui arrivant pas à l’épaule,. Dès le premier échange, un direct du gauche de Brown fait saigner le nez de Pladner. Le Panaméen enchaîne et d'un direct de la droite à la mâchoire envoie l’Auvergnat au tapis pour six secondes. Pladner se relève et essaie de gagner du temps en s'agrippant à son adversaire avant qu'une nouvelle droite mette fin à ses espoirs en 2 min 21 s,,. Après cet échec, Milou Pladner retourne en France où les efforts de son manager lui permettent d'obtenir une revanche face à Al Brown au Palais des Sports,. Bien que malade, le champion du monde le cueille une nouvelle fois dans la deuxième reprise avant de s'évanouir,.
La Fédération française de boxe lui interdit la pratique de la boxe en avril 1933. En effet, elle décide sur avis de sa Commission médicale et du rapport du docteur Albert Favory, ophtalmologiste des hôpitaux, le retrait définitif de la licence du champion de France des poids coq et la destitution de ses titres. Toutefois, le Clermontois ne souhaite pas renoncer pas à son métier. Il est pressenti pour affronter Pete Sanstol dans un événement d'envergure à Oslo. Malgré les critiques qui le jugent déraisonnable, Pladner opte pour une tournée de propagande de cinq combats au Japon organisée par le quotidien Yomuri de Tokyo. Le Japon n'étant pas rattaché à l'IBU, rien ne l'interdit d'y combattre sans licence. Dans son voyage asiatique, il est accompagné de sa femme ainsi que des boxeurs Aimé Raphaël et Raoul Hugues. La boxe se développe sur l'archipel, aidée par la première vedette japonaise Tsuneo Horiguchi qu'Émile Pladner rencontre devant 30 000 spectateurs,. Après les cinq combats au Japon, les trois boxeurs français reçoivent des offres de Shanghai, de Saïgon et des Philippines. Ils sélectionnent la Chine où Pladner remporte un titre de champion d'Extrême-Orient des poids plumes après deux combats victorieux.
À son retour d'Asie en septembre, Milou Pladner clame sa volonté de poursuivre sa carrière de boxeur professionnel, s'appuyant sur les propos de son médecin, le docteur René Gaston qui répète à tous les journalistes que le sportif lui présente : « Milou est atteint d'une cataracte chronique à l'œil gauche ; c'est une affectation congénitale et sans gravité. Je puis vous dire que Pladner a été champion du monde, ayant l'œil gauche dans l'état où il l'a maintenant. Il peut combattre actuellement sans aucun danger, il n'y a aucune raison pour qu'on lui refuse l'autorisation de boxer »,. S'appuyant par un nouveau certificat du docteur Favory, attestant de la parfaite condition physique de Pladner, la Fédération française de boxe décide de lui accorder de nouveau sa licence en décembre.

#### Fin de carrière (1934-1938)

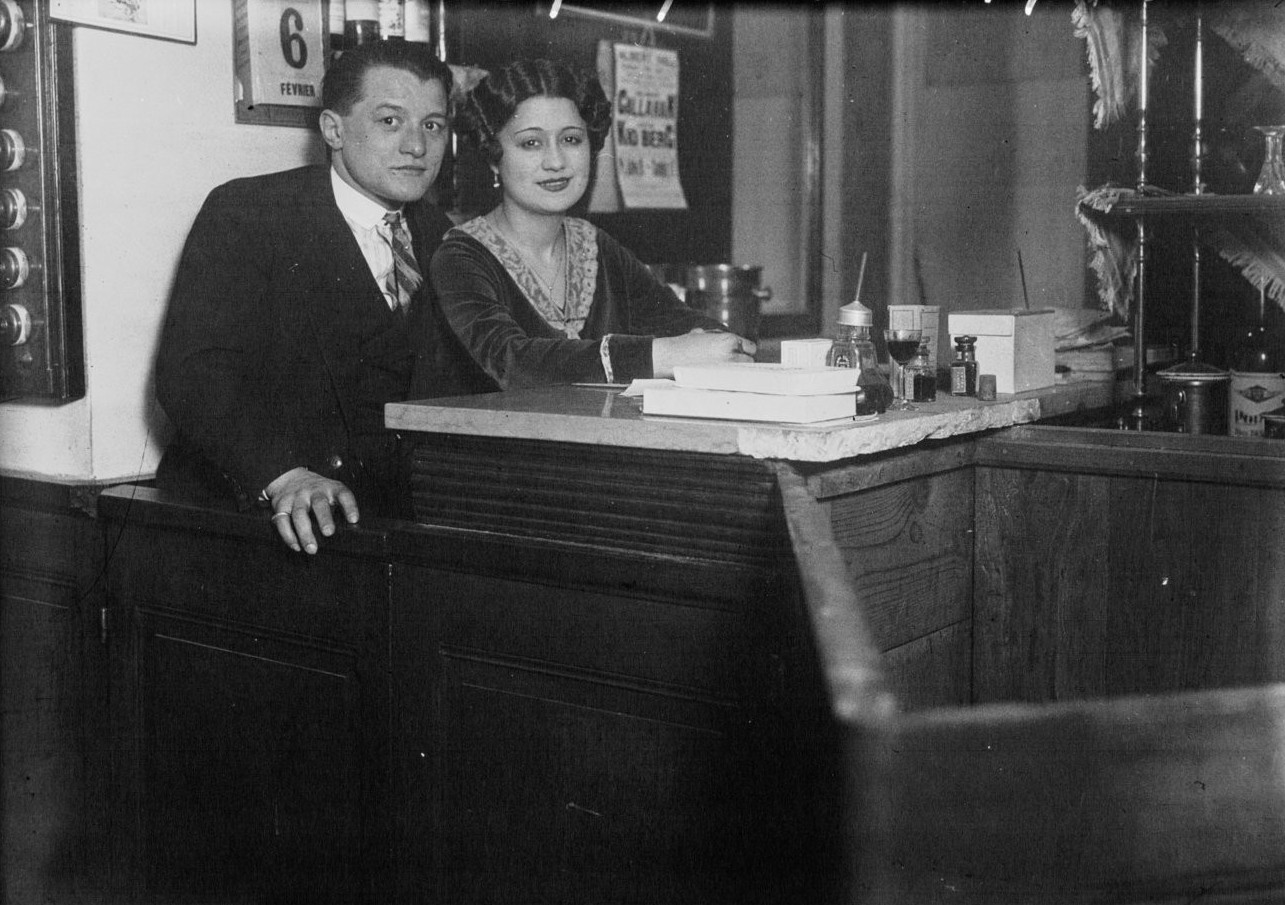
Le boxeur Émile Pladner et sa femme dans leur café en 1930.

Après deux matchs contre Kid Francis qui ne permettent pas de départager les deux hommes, la carrière pugilistique d'Émile Pladner connaît un renouveau à la fin de l’année 1934. Outre plusieurs apparitions réussies, notamment contre le Cubain Padron Finnegan qu'il met hors combat dans la dernière reprise, le Montferrandais conquiert le titre de champion de France des poids coqs contre Joseph Decico,,, et le défend avec succès à trois reprises dans le trimestre suivant contre Frank Harsène,, Maurice Varoqueaux puis Eugène Huat,. Très actif au printemps 1935, il affronte et bat tous les meilleurs poids coqs tricolores jusqu’à ce qu'il perde son titre de champion de France dans une revanche face au Marseillais Decico,. Tête d'affiche de l'inauguration du « Roland-Garros marocain » en juillet dans un match d'ancien champion du monde avec Young Perez, il y bat deux semaines plus tard le Cubain Finnegan. En octobre, Pladner conteste au Suisse Maurice Dubois son titre de champion d'Europe et s'incline aux points à Genève.
Ses sorties au début de l'année 1936 déçoivent : une victoire jugée moyenne contre Jon Sandu, puis une défaite contre Aurel Toma. Le 11 février, sa sœur meurt d'une chute de cheval à Casablanca. Dix jours plus tard, après son combat contre Henri Barras dont il sort victorieux, Émile Pladner se voit ordonner l'arrêt de la boxe par le docteur Favory qui a constaté un décollement de rétine,. Dans un premier temps, le boxeur cache les raisons qui le contraignent à mettre un terme à sa carrière sportive. Pladner diversifie ses affaires en s'associant avec son manager Louis de Ponthieu. Il ouvre aussi une salle de culture physique rue d'Amsterdam à Paris.
Le 16 juin 1937 au matin, alors qu'il vaque à ses occupations, Pladner sent que sa vue à l'œil droit décline. Le lendemain soir, malgré une consultation médicale, il perd totalement la vue,. L'ancien champion du monde est contraint d'abandonner la gestion de son bistrot près de la gare de l'Est à ses beaux-parents et d'utiliser une large part de ses économies pour s'acquitter des frais engendrés par ses soins oculaires. Dans l'espoir de retrouver la vue, Pladner est opéré à quatre reprises mais toutes les tentatives échouent. L'une d'entre elles, une opération de l'œil droit par le docteur viennois Heinrich Heim, fin 1938 l’immobilise quarante-cinq jours à l'hôpital avant une nouvelle déception lorsque le médecin enlève les bandages qui protégeaient ses yeux. S'il ne retrouve pas la vue, Milou note quelques signes d'amélioration. Il conserve le soutien de sa femme, institutrice, qui l’aide au quotidien, et de ses amis André Routis et Louis de Ponthieu qui viennent régulièrement le voir dans son bistrot ; la Fédération française de boxe reste quant à elle indifférente à son sort.

### Carrière de masseur
La cécité d'Émile Pladner ne l'empêche pas d'engager de nouveaux projets. L'ancien boxeur fréquente l'Association Valentin Haüy au service des aveugles et des malvoyants pour apprendre un nouveau métier. Il apprend à rempailler les chaises et s'intéresse au massage. L'ancien boxeur suit des cours de massage et espère faire de cette nouvelle passion son métier,. Il apprend le braille et obtient un diplôme de masseur-kinésithérapeute. Il exerce d'abord à Clermont-Ferrand avant de devenir collaborateur au Collège National de Moniteurs d’Antibes à son inauguration en 1941,,,.
En 1944, l'O.P.P et le journal L'Auto organisent un gala caritatif en sa faveur afin de l'aider à créer son salon de massage dans un appartement et lui éviter les déplacements quotidiens chez ses clients. Le quotidien remet la somme de 491 588 francs à l'ancien champion du monde, ce qui représente pour lui une décennie de travail. En 1947, Milou Planer tente une nouvelle opération à New York mais les médecins constatent des cicatrices dans la rétine et non des caillots dans l'humeur vitrée. Deux ans plus tard, au gala Cerdan, il est présenté au public et déclare au micro qu’il ne se plaint pas de son sort et qu'il garde pour la boxe le même amour.
Pladner poursuit sa carrière de masseur lorsque le collège devient l'Institut national des sports avant de la terminer au sein du staff de l'équipe de France de rugby à XV, passion de toujours. En 1961, il joue le rôle de masseur d'un jeune boxeur sénégalais dans le film Un cœur gros comme ça de François Reichenbach. Il prend sa retraite en 1971 à Plaisance dans le Gers d'où sa femme est originaire. Il décède le 15 mars 1980 à Auch à l'âge de 73 ans.
Un complexe sportif du campus des Cézeaux porte son nom à Aubière dans le Puy-de-Dôme.

## Palmarès
| 133 combats     | 104 victoires | 16 défaites |
| Avant la limite | 38            | 3           |
| Sur décision    | 66            | 13          |
| Match nul       | 13            | 13          |

| Décision possible : KO • TKO (KO technique) • UD (décision aux points unanime) • MD (décision aux points majoritaire) • SD (décision aux points partagée) • D (match nul) • NC (sans décision) • RTD (abandon) |           |                      |      |         |                   |                                          |                                                                                          |
| Résultat | Record    | Adversaire           | Type | Round   | Date              | Lieu                                     | Notes                                                                                    |
| Victoire | 104-16-13 | Henri Barras         | PTS  | 10      | 20 février 1936   | Eden-Théâtre, Saint-Étienne              | [ 153 ]                                                                                  |
| Défaite | 103-16-13 | Aurel Toma           | PTS  | 10      | 28 janvier 1936   | Central Sporting Club, Paris             | [ 132 ]                                                                                  |
| Victoire | 103-15-13 | Jon Sandu            | PTS  | 10      | 14 janvier 1936   | Central Sporting Club, Paris             | ,                                                                                        |
| Match nul | 102-15-13 | Salvador Lozano      | D    | 10      | 3 décembre 1935   | Gran Price, Barcelone                    |                                                                                          |
| Victoire | 102-15-12 | Young Borel          | PTS  | 10      | 15 novembre 1935  | Salle Wagram, Paris                      |                                                                                          |
| Victoire | 101-15-12 | Carlo Cavagnoli      | PTS  | 10      | 7 novembre 1935   | Alhambra, Bordeaux                       |                                                                                          |
| Victoire | 100-15-12 | Orlando Magliozzi    | KO   | 8 (10)  | 12 octobre 1935   | Palais de l'Industrie, Laval             |                                                                                          |
| Défaite | 99-15-12  | Maurice Dubois       | PTS  | 15      | 5 octobre 1935    | Palais des Expositions, Genève           | Championnat d'Europe EBU des poids coqs.                                                 |
| Victoire | 99-14-12  | Panchon Martinez     | PTS  | 10      | 19 juillet 1935   | Roland Garros marocain, Casablanca       |                                                                                          |
| Match nul | 98-14-12  | Young Perez          | D    | 10      | 5 juillet 1935    | Roland Garros marocain, Casablanca       | [ 128 ]                                                                                  |
| Victoire | 98-14-11  | Eugène Lorenzoni     | KO   | 10 (10) | 30 avril 1935     | Saint-Étienne                            |                                                                                          |
| Défaite | 97-14-11  | Joseph Decico        | PTS  | 10      | 8 avril 1935      | Palais des Sports, Paris                 | Championnat de France des poids coqs,.                                                   |
| Victoire | 97-13-11  | René Chalange        | TKO  | 6 (10)  | 30 mars 1935      | Cirque de Rouen, Rouen                   | [ 154 ]                                                                                  |
| Victoire | 96-13-11  | Young Borel          | PTS  | 10      | 14 mars 1935      | Alhambra, Bordeaux                       |                                                                                          |
| Victoire | 95-13-11  | Frédéric Gilbert     | KO   | 6 (10)  | 10 mars 1935      | Salle Watremez, Roubaix                  |                                                                                          |
| Victoire | 94-13-11  | Henri Sanchez        | PTS  | 10      | 3 mars 1935       | Toulouse                                 |                                                                                          |
| Victoire | 93-13-11  | Paul Dogniaux        | KO   | 6 (10)  | 20 février 1935   | Salle Wagram, Paris                      |                                                                                          |
| Victoire | 92-13-11  | Henri Barras         | PTS  | 10      | 7 février 1935    | Strasbourg                               |                                                                                          |
| Victoire | 91-13-11  | Eugène Huat          | TKO  | 7 (12)  | 28 janvier 1935   | Palais des Sports, Paris                 | Championnat de France des poids coqs,.                                                   |
| Victoire | 90-13-11  | Albert Biesmans      | KO   | 10 (10) | 22 décembre 1934  | Brest                                    | [ 155 ]                                                                                  |
| Victoire | 89-13-11  | Maurice Varoqueaux   | KO   | 6 (10)  | 19 décembre 1934  | Alhambra, Bordeaux                       | Championnat de France des poids coqs.                                                    |
| Match nul | 88-13-11  | Frank Harsène        | D    | 12      | 23 novembre 1934  | Salle Wagram, Paris                      | Championnat de France des poids coqs,.                                                   |
| Victoire | 88-13-10  | Padron Finnegan      | KO   | 10 (10) | 2 novembre 1934   | Salle Wagram, Paris                      | [ 116 ]                                                                                  |
| Victoire | 87-13-10  | Joseph Decico        | PTS  | 12      | 5 octobre 1934    | Salle Wagram, Paris                      | Championnat de France des poids coqs,.                                                   |
| Victoire | 86-13-10  | Wierner Riethdorf    | KO   | 9 (10)  | 21 septembre 1934 | Berlin                                   | [ 156 ]                                                                                  |
| Match nul | 85-13-10  | Kid Francis          | D    | 12      | 3 septembre 1934  | Stade Roland-Garros, Paris               | [ 157 ]                                                                                  |
| Défaite | 85-13-9   | Kid Francis          | PTS  | 10      | 5 août 1934       | Arènes du Rond-Point du Prado, Marseille | [ 158 ]                                                                                  |
| Victoire | 85-12-9   | Eugène Lorenzoni     | PTS  | 10      | 26 juillet 1934   | Parc des Expositions, Rouen              |                                                                                          |
| Défaite | 84-12-9   | Young Perez          | PTS  | 10      | 11 juillet 1934   | Stade Roland Garros, Paris               | [ 159 ]                                                                                  |
| Victoire | 84-11-9   | Maurice Dubois       | PTS  | 10      | 2 juin 1934       | Stade du Letzigrund, Zurich              |                                                                                          |
| Victoire | 83-11-9   | Teodoro Murall       | KO   | 10 (10) | 25 mai 1934       | Salle Wagram, Paris                      | ,                                                                                        |
| Victoire | 82-11-9   | Joseph Decico        | PTS  | 10      | 27 avril 1934     | Salle Wagram, Paris                      | [ 162 ]                                                                                  |
| Victoire | 81-11-9   | Hamza Ben Saïd       | DSQ  | 7 (10)  | 16 avril 1934     | Palais des Sports, Paris                 | [ 163 ]                                                                                  |
| Victoire | 80-11-9   | Shuku Hashimoto      | KO   | 8 (10)  | 10 août 1933      | Shanghai                                 |                                                                                          |
| Victoire | 79-11-9   | Billy Sullivan       | PTS  | 10      | 26 juillet 1933   | Shanghai                                 |                                                                                          |
| Match nul | 78-11-9   | Shuku Hashimoto      | D    | 8       | 10 juillet 1933   | Kanagawa                                 |                                                                                          |
| Match nul | 78-11-8   | Tsuneo Horiguchi     | D    | 8       | 3 juillet 1933    | Tokyo                                    |                                                                                          |
| Victoire | 78-11-7   | Fukuo Matsuoka       | KO   | 5 (8)   | 24 juin 1933      | Stade Kōshien, Nishinomiya               | [ 164 ]                                                                                  |
| Victoire | 77-11-7   | Hideaki Hattori      | PTS  | 8       | 13 juin 1933      | Ryōgoku Kokugikan, Tokyo                 | [ 165 ]                                                                                  |
| Victoire | 76-11-7   | Saden Fujita         | TKO  | 6 (8)   | 5 juin 1933       | Tokyo                                    |                                                                                          |
| Victoire | 75-11-7   | Werner Riethdorf     | PTS  | 10      | 6 mars 1933       | Palais des Sports, Paris                 | [ 166 ]                                                                                  |
| Défaite | 74-11-7   | Young Perez          | PTS  | 10      | 24 janvier 1933   | Cinéma Palmarium, Tunis                  |                                                                                          |
| Défaite | 74-10-7   | Panama Al Brown      | KO   | 2 (10)  | 14 novembre 1932  | Palais des Sports, Paris                 | [ 102 ]                                                                                  |
| Victoire | 74-9-7    | Frans Machtens       | PTS  | 10      | 4 novembre 1932   | Salle Wagram, Paris                      |                                                                                          |
| Défaite | 73-9-7    | Panama Al Brown      | KO   | 1 (15)  | 19 septembre 1932 | Maple Leaf Gardens, Toronto              | Championnat du monde NBA des poids coqs,.                                                |
| Victoire | 73-8-7    | Newsboy Brown        | PTS  | 12      | 17 août 1932      | Forum, Montréal                          | [ 97 ]                                                                                   |
| Match nul | 72-8-7    | Pete Sanstol         | D    | 10      | 20 juillet 1932   | Forum, Montréal                          | [ 96 ]                                                                                   |
| Victoire | 72-8-6    | Bobby Leitham        | PTS  | 12      | 29 juin 1932      | Forum, Montréal                          | ,                                                                                        |
| Victoire | 71-8-6    | Willie Davies        | SD   | 10      | 13 juin 1932      | Maple Leaf Gardens, Toronto              | [ 93 ]                                                                                   |
| Victoire | 70-8-6    | Augie Ruggière       | KO   | 7 (10)  | 10 juin 1932      | Exchange Stadium, Montréal               | [ 167 ]                                                                                  |
| Victoire | 69-8-6    | Bobby Leitham        | PTS  | 10      | 28 avril 1932     | Forum, Montréal                          |                                                                                          |
| Victoire | 68-8-6    | George Ostrow        | PTS  | 10      | 18 avril 1932     | Mechanics Hall, Boston                   | [ 168 ]                                                                                  |
| Victoire | 67-8-6    | Jimmy Thomas         | SD   | 10      | 7 mars 1932       | Motor Square Garden, Pittsburgh          |                                                                                          |
| Match nul | 66-8-6    | Antal Kocsis         | D    | 10      | 25 février 1932   | Madison Square Garden, New York          | [ 89 ]                                                                                   |
| Victoire | 66-8-5    | Young Perez          | UD   | 10      | 21 décembre 1931  | Palais des Sports, Paris                 | ,                                                                                        |
| Victoire | 65-8-5    | Albert Biesmans      | PTS  | 10      | 5 décembre 1931   | Cirque municipal, Amiens                 |                                                                                          |
| Victoire | 64-8-5    | Alfredo Magnolfi     | PTS  | 10      | 30 novembre 1931  | Palais des Sports, Paris                 | [ 81 ]                                                                                   |
| Victoire | 63-8-5    | Giovanni Sili        | PTS  | 10      | 21 novembre 1931  | Zurich                                   |                                                                                          |
| Match nul | 62-8-5    | Johnny Peters        | D    | 8       | 9 novembre 1931   | Royal Albert Hall, Londres               |                                                                                          |
| Victoire | 62-8-4    | Willi Metzner        | KO   | 1 (10)  | 15 octobre 1931   | Salle Wagram, Paris                      | [ 80 ]                                                                                   |
| Victoire | 61-8-4    | François Biron       | PTS  | 12      | 3 septembre 1931  | Salle Wagram, Paris                      | Championnat de France des poids coqs.                                                    |
| Victoire | 60-8-4    | Orlando Magliozzi    | KO   | 5 (10)  | 10 juillet 1931   | Stade Roland Garros, Paris               |                                                                                          |
| Victoire | 59-8-4    | François Biron       | PTS  | 12      | 28 mai 1931       | Salle Wagram, Paris                      | Championnat de France des poids coqs.                                                    |
| Victoire | 58-8-4    | Tom Cowley           | PTS  | 12      | 9 mai 1931        | Sheffield                                |                                                                                          |
| Défaite | 57-8-4    | Benny Sharkey        | PTS  | 8       | 22 avril 1931     | Royal Albert Hall, Londres               | [ 79 ]                                                                                   |
| Victoire | 57-7-4    | Julien Pannecoucke   | KO   | 5 (10)  | 16 avril 1931     | Salle Wagram, Paris                      | [ 76 ]                                                                                   |
| Victoire | 56-7-4    | Manuel Gonzalez      | PTS  | 10      | 25 mars 1931      | Plaza de Toros Monumental, Barcelone     |                                                                                          |
| Victoire | 55-7-4    | Antoine Ascensio     | TKO  | 7       | 19 mars 1931      | Casablanca                               | [ 169 ]                                                                                  |
| Match nul | 54-7-4    | Eugène Huat          | D    | 12      | 5 mars 1931       | Salle Wagram, Paris                      | [ 170 ]                                                                                  |
| Victoire | 54-7-3    | Cuthbert Taylor      | PTS  | 12      | 22 janvier 1931   | Salle Wagram, Paris                      | [ 171 ]                                                                                  |
| Victoire | 53-7-3    | Alfredo Magnolfi     | PTS  | 10      | 17 décembre 1930  | Stade Bullier, Paris                     | ,                                                                                        |
| Victoire | 52-7-3    | Nicolas Petit-Biquet | PTS  | 10      | 18 octobre 1930   | Vélodrome d'Hiver, Paris                 | [ 172 ]                                                                                  |
| Victoire | 51-7-3    | François Biron       | PTS  | 10      | 19 juillet 1930   | Arènes du Bouscat, Bordeaux              |                                                                                          |
| Victoire | 50-7-3    | Arley Hollingsworth  | PTS  | 10      | 6 juillet 1930    | Stade Buffalo, Montrouge                 |                                                                                          |
| Victoire | 49-7-3    | Gheorghe Stamate     | RTD  | 10 (12) | 28 juin 1930      | Bucarest                                 |                                                                                          |
| Victoire | 48-7-3    | Teddy Higgins        | PTS  | 10      | 14 juin 1930      | Cirque d'Hiver, Paris                    |                                                                                          |
| Défaite | 47-7-3    | Eugène Huat          | PTS  | 12      | 10 mai 1930       | Vélodrome d'Hiver, Paris                 | [ 70 ]                                                                                   |
| Victoire | 47-6-3    | Young Denain         | PTS  | 12      | 5 avril 1930      | Capitole, Beausoleil                     |                                                                                          |
| Victoire | 46-6-3    | André Regis          | PTS  | 10      | 22 mars 1930      | Vélodrome d'Hiver, Paris                 | [ 173 ]                                                                                  |
| Défaite | 45-6-3    | Dick Corbett         | PTS  | 12      | 18 février 1930   | Royal Albert Hall, Londres               |                                                                                          |
| Victoire | 45-5-3    | Arthur Boddington    | PTS  | 12      | 5 février 1930    | Salle Wagram, Paris                      |                                                                                          |
| Défaite | 44-5-3    | Teddy Baldock        | DSQ  | 6 (15)  | 22 janvier 1930   | Royal Albert Hall, Londres               | [ 68 ]                                                                                   |
| Victoire | 44-4-3    | Carlos Flix          | PTS  | 12      | 17 décembre 1929  | Cirque de Paris, Paris                   | ,                                                                                        |
| Victoire | 43-4-3    | Kid Socks            | PTS  | 12      | 29 octobre 1929   | Cirque de Paris, Paris                   |                                                                                          |
| Défaite | 42-4-3    | Eugène Huat          | TKO  | 15 (15) | 20 juin 1929      | Cirque de Paris, Paris                   | Championnat de France des poids mouches. Championnat d'Europe EBU des poids mouches.     |
| Victoire | 42-3-3    | Jimmy Taylor         | TKO  | 6 (10)  | 26 mai 1929       | Arènes de Marseille, Marseille           |                                                                                          |
| Match nul | 41-3-3    | Kid Francis          | D    | 12      | 15 mai 1929       | Vélodrome d'Hiver, Paris                 | [ 61 ]                                                                                   |
| Défaite | 41-3-2    | Frankie Genaro       | DSQ  | 5 (15)  | 18 avril 1929     | Vélodrome d'Hiver, Paris                 | Championnat du monde NBA des poids mouches. Championnat du monde IBU des poids mouches.  |
| Victoire | 41-2-2    | Frankie Genaro       | KO   | 1 (15)  | 2 mars 1929       | Vélodrome d'Hiver, Paris                 | Championnat du monde NBA des poids mouches. Championnat du monde IBU des poids mouches,. |
| Victoire | 40-2-2    | Johnny Hill          | KO   | 6 (12)  | 7 février 1929    | Vélodrome d'Hiver, Paris                 | ,                                                                                        |
| Victoire | 39-2-2    | Ernie Jarvis         | PTS  | 12      | 22 décembre 1928  | Vélodrome d'Hiver, Paris                 |                                                                                          |
| Victoire | 38-2-2    | Izzy Schwartz        | PTS  | 12      | 1er décembre 1928 | Vélodrome d'Hiver, Paris                 | ,                                                                                        |
| Victoire | 37-2-2    | Robert Tassin        | PTS  | 10      | 3 octobre 1928    | Salle Wagram, Paris                      | [ 175 ]                                                                                  |
| Victoire | 36-2-2    | Dod Oldfield         | PTS  | 10      | 2 septembre 1928  | Palais de la Boxe, Marseille             |                                                                                          |
| Victoire | 35-2-2    | François Biron       | PTS  | 10      | 14 juillet 1928   | Stade municipal, Alger                   |                                                                                          |
| Victoire | 34-2-2    | Billy James          | PTS  | 10      | 27 juin 1928      | Salle Wagram, Paris                      |                                                                                          |
| Victoire | 33-2-2    | Billy James          | PTS  | 12      | 4 juin 1928       | Royal Albert Hall, Londres               |                                                                                          |
| Victoire | 32-2-2    | Marcel Josié         | KO   | 12 (15) | 14 mai 1928       | Salle Wagram, Paris                      | Championnat de France des poids mouches. Championnat d'Europe EBU des poids mouches,.    |
| Victoire | 31-2-2    | Johnny Croxon        | KO   | 4 (12)  | 30 avril 1928     | Cirque d'hiver, Paris                    | [ 42 ]                                                                                   |
| Victoire | 30-2-2    | Enzo Cecchi          | KO   | 9 (12)  | 21 avril 1928     | Théâtre Verdi, Florence                  | [ 41 ]                                                                                   |
| Victoire | 29-2-2    | Giovanni Sili        | TKO  | 6 (12)  | 11 avril 1928     | Salle Wagram, Paris                      | ,                                                                                        |
| Défaite | 28-2-2    | Johnny Hill          | PTS  | 15      | 19 mars 1928      | National Sporting Club, Londres          | [ 37 ]                                                                                   |
| Victoire | 28-1-2    | François Biron       | PTS  | 10      | 15 février 1928   | Salle Wagram, Paris                      | [ 176 ]                                                                                  |
| Victoire | 27-1-2    | Frankie Ash          | PTS  | 12      | 4 janvier 1928    | Salle Wagram, Paris                      | [ 177 ]                                                                                  |
| Défaite | 26-1-2    | Johnny Hill          | PTS  | 15      | 19 décembre 1927  | National Sporting Club, Londres          | ,                                                                                        |
| Victoire | 26-0-2    | François Moracchini  | PTS  | 12      | 16 novembre 1927  | Salle Wagram, Paris                      | [ 178 ]                                                                                  |
| Match nul | 25-0-2    | Nicolas Petit-Biquet | D    | 12      | 24 septembre 1927 | Cirque des Variétés, Liège               | [ 179 ]                                                                                  |
| Victoire | 25-0-1    | Frankie Ash          | PTS  | 10      | 14 septembre 1927 | Salle Wagram, Paris                      | [ 33 ]                                                                                   |
| Victoire | 24-0-1    | François Moracchini  | PTS  | 10      | 7 août 1927       | Arènes du Rond-Point du Prado, Marseille | [ 180 ]                                                                                  |
| Victoire | 23-0-1    | Jean Gregoire        | PTS  | 10      | 23 juillet 1927   | Arènes de Vichy, Vichy                   |                                                                                          |
| Victoire | 22-0-1    | KO Perez             | TKO  | 4 (10)  | 2 juillet 1927    | Stade de l'ASM, Clermont-Ferrand         |                                                                                          |
| Victoire | 21-0-1    | Marcel Josié         | KO   | 10 (10) | 18 juin 1927      | Théâtre municipal, Limoges               | [ 181 ]                                                                                  |
| Victoire | 20-0-1    | Nicolas Petit-Biquet | PTS  | 12      | 16 juin 1927      | Cirque de Paris, Paris                   | [ 31 ]                                                                                   |
| Victoire | 19-0-1    | Kid Rich             | KO   | 6 (12)  | 10 mai 1927       | Cirque de Paris, Paris                   | [ 30 ]                                                                                   |
| Victoire | 18-0-1    | Denis Luciani        | KO   | 4 (10)  | 6 avril 1927      | Nouvel-Alcazar, Lyon                     |                                                                                          |
| Victoire | 17-0-1    | Alf Barber           | PTS  | 12      | 29 mars 1927      | Cirque de Paris, Paris                   | [ 29 ]                                                                                   |
| Victoire | 16-0-1    | Jean Soler           | KO   | 3 (12)  | 20 mars 1927      | Parc Chanot, Marseille                   |                                                                                          |
| Victoire | 15-0-1    | Michel Montreuil     | PTS  | 12      | 22 février 1927   | Cirque de Paris, Paris                   | [ 28 ]                                                                                   |
| Victoire | 14-0-1    | François Moracchini  | PTS  | 15      | 11 février 1927   | Sportif Club de France, Paris            | Championnat de France des poids mouches,.                                                |
| Match nul | 13-0-1    | Kid Socks            | D    | 15      | 27 janvier 1927   | Royal Albert Hall, Londres               |                                                                                          |
| Victoire | 13-0      | Billy Clark          | TKO  | 3 (10)  | 5 janvier 1927    | Salle Wagram, Paris                      | ,                                                                                        |
| Victoire | 12-0      | Tiny Smith           | PTS  | 10      | 14 décembre 1926  | Cirque de Paris, Paris                   | [ 182 ]                                                                                  |
| Victoire | 11-0      | Marcel Josié         | TKO  | 3 (10)  | 20 novembre 1926  | Cinéma Gergovie, Clermont-Ferrand        |                                                                                          |
| Victoire | 10-0      | Ludwig Minow         | TKO  | 6 (10)  | 16 novembre 1926  | Cirque de Paris, Paris                   | [ 18 ]                                                                                   |
| Victoire | 9-0       | Raymond Trèves       | PTS  | 10      | 3 novembre 1926   | Salle Wagram, Paris                      | [ 14 ]                                                                                   |
| Victoire | 8-0       | Louis Chartier       | TKO  | 7 (10)  | 22 septembre 1926 | Cercle Franklin, Le Havre                | [ 183 ]                                                                                  |
| Victoire | 7-0       | George Kent          | PTS  | 10      | 15 septembre 1926 | Salle Wagram, Paris                      | ,                                                                                        |
| Victoire | 6-0       | François Moracchini  | UD   | 12      | 11 juillet 1926   | Casablanca                               |                                                                                          |
| Victoire | 5-0       | Di Pascal            | PTS  | 10      | 16 mai 1926       | Fès                                      |                                                                                          |
| Victoire | 4-0       | Antoine Sempere      | KO   | 7 (10)  | 7 avril 1926      | Casablanca                               |                                                                                          |
| Victoire | 3-0       | Provenzano           | KO   | 7 (10)  | 2 avril 1926      | Meknès                                   |                                                                                          |
| Victoire | 2-0       | Max Privat           | PTS  | 10      | 20 mars 1926      | Cinéma Majestic, Casablanca              | [ 184 ]                                                                                  |
| Victoire | 1-0       | René Boriello        | PTS  | 10      | 29 janvier 1926   | Casablanca                               |                                                                                          |

## Style et personnalité

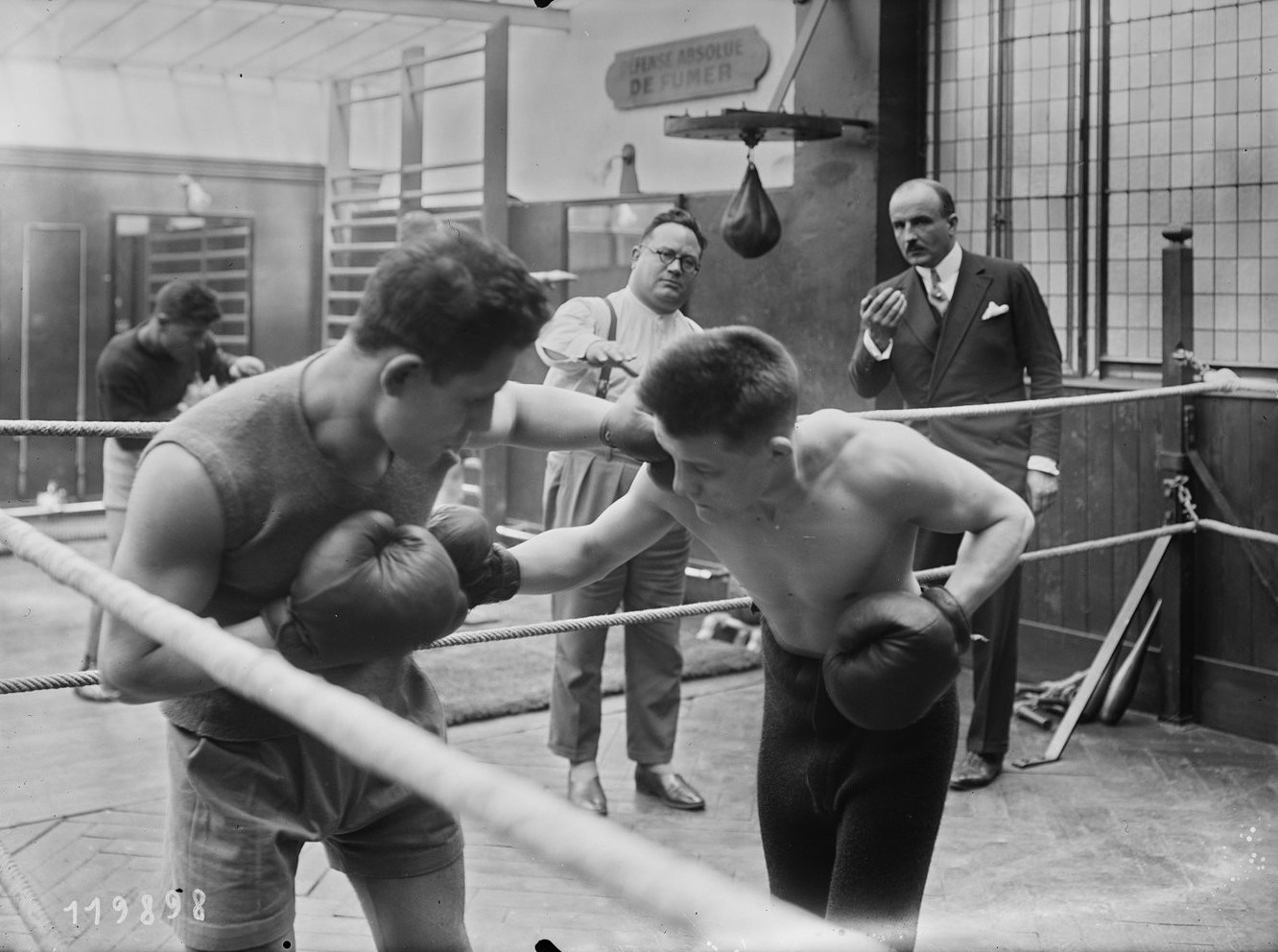
Emile Pladner (au premier plan à droite) s'entraîne sous la direction de Louis de Ponthieu.

Dès ses débuts en professionnel, Émile Pladner est reconnu comme un boxeur complet, qui « se couvre bien et place ses coups avec une rapidité déconcertante ». À partir de décembre 1927, Émile Pladner parvient à trouver une boxe agressive, aidé par ses fréquents entraînements avec André Routis.
En décembre 1928, dans le supplément gratuit de L'Auto consacré à la rencontre entre Émile Pladner et Izzy Schwartz, le journaliste Paul Olivier décrit ainsi le caractère timide et peu bruyant du boxeur auvergnat : « Pladner va dans la vie son petit bonhomme de chemin. Il fait son métier avec goût, mais surtout avec conscience et application, et si on l'a comparé bien souvent à un écolier studieux, c'est que rien ne pouvait plus parfaitement le situer. Tel nous l'avons connu alors qu'il n'était qu'un petit boxeur sans grand relief, arrivant de sa province, tel nous le retrouvons aujourd'hui à la veille de la tâche la plus fantastique qu'il ait jamais eue à affronter. [...] Et les yeux fermés, Pladner suivra de Ponthieu comme il l'a toujours fait et il irait de la sorte au bout du monde s'il le fallait ».
En 1931, Léon Sée trouve chez Pladner « tout le style si efficace de Frank Erne, qui lui a été transmis par l'intermédiaire de Louis de Ponthieu. Pladner, c'est le boxeur complet dans toute l'acceptation du mot, et il possède une éducation pugilistique si parfaite, qu'il peut parvenir à tirer de ses moyens physiques, un maximum de rendement avec un minimum de risques et de dépenses de forces ».
Après son titre mondial particulièrement, Émile Pladner s'attire les sympathies de la foule des populaires et des habitués des rings. Pour Victor Chapiro, il est « le rappel de toute une époque de gloire, de foudroyante montée, époque de combats fantastiques soutenus contre Genaro et Huat. Victorieux et souriant ou battu et meurtri, le petit Auvergnat, si gentil dans la période des vaches grasses, si courageux dans l'adversité, a toujours personnifié le pugiliste parfait, celui vers lequel vont d'office les vœux des spectateurs ». En 1935, il est considéré par Pierre Bost dans Marianne comme l'« un des bons boxeurs d'après-guerre » qui « fit une rapide carrière, et brillante, vers ces années où le public français haletait d'impatience dans l’attente d'un champion. […] Pladner, avec son drôle de nom, avait une bonne silhouette, il était batailleur comme un diable, dur et blanc, rageur, un vrai petit coq en colère ».